# Lettre de change
La lettre de change (parfois appelée traite) est un écrit par lequel une personne, créancier d'origine, dénommée tireur, donne à un débiteur, appelé tiré, l'ordre de payer à l'échéance fixée, une certaine somme, à une personne appelée bénéficiaire ou porteur (qui est souvent le tireur lui-même).

## Histoire
La lettre de change est un procédé très ancien, qui existe également dans des sociétés peu bancarisées. À la fin du Moyen Âge, la cité d'Anvers la préfère aux dettes dans un seul livre de comptes comme à Venise. La place flamande développe au début du XVe siècle les lettres de change qui peuvent être escomptées, tandis que l'achat à terme se développe : il arrive « de plus en plus fréquemment » que la date des livraisons soient reportées, l'écart de temps « permettant d'escompter la hausse ou la baisse » du cours des marchandises. L'invention de la lettre de change est faussement attribuée aux juifs au XVIIe siècle par le juriste bordelais Étienne Cleirac,,.

## Dans le monde

### Angleterre et Pays de Galles
Définition d'un billet à ordre
(1) Un billet à ordre est une promesse écrite et inconditionnelle, signée par son auteur, d'une personne à une autre, l'obligeant à payer sur demande ou à une date future déterminée ou déterminable une somme d'argent déterminée à une personne déterminée ou au porteur, ou sur l'ordre de cette personne ou de ce porteur,.
(2) Un instrument ayant la forme d'un billet à ordre payable à l'ordre d'un fabricant n'est pas un billet à ordre au sens du présent article tant qu'il n'est pas endossé par le fabricant. 
(3) Un billet à ordre n'est pas invalide pour la seule raison qu'il contient également un gage donnant le droit de le vendre ou de l'aliéner. 
(4) Une lettre de change qui est, ou qui semble à première vue, à la fois tirée et payable dans les îles britanniques est une lettre de change nationale. Tout autre billet à ordre est un billet à ordre étranger,.

### Canada
En droit canadien, la Loi sur les lettres de change est une loi fédérale qui régit les lettres de change, les chèques et les billets à ordre ou au porteur. L'article 2428 du Code civil du Québec régit également le paiement effectué par une lettre de change.

### États-Unis
Aux États-Unis, un billet à ordre qui remplit certaines conditions est un instrument négociable régi par l'article 3 du code de commerce uniforme (Uniform Commercial Code). Les billets à ordre négociables, appelés hypothèques, sont couramment utilisés en conjonction avec les hypothèques pour financer les transactions immobilières. Des États tels que la Californie et le Colorado disposent de règles spécifiques régissant les billets à ordre immobiliers. Un exemple frappant est le modèle Fannie Mae d'un contrat type avec un taux fixe de 3 200 pour plusieurs États, qui est dans le domaine public. Les billets à ordre, ou effets de commerce, sont également émis pour fournir des capitaux aux entreprises. Toutefois, les billets à ordre constituent une source de financement pour les prêteurs de l'entreprise.

### France
En droit français, le Code de commerce impose des conditions de forme nécessaire à la validité de la lettre de change, à peine de nullité de la traite émise. La nullité résultant de l'omission d'une mention obligatoire étant d'ordre public, cette nullité peut être invoquée par tout intéressé et soulevée d'office par le juge. Cependant la lettre de change qui omet une mention obligatoire est simplement disqualifiée, et peut faire preuve d'un engagement contractuel entre les parties, tel un commencement de preuve par écrit d'un acte sous seing privé de reconnaissance de dette, voire de cautionnement lorsqu'un aval est apposé.